# 盧比安納中央市場

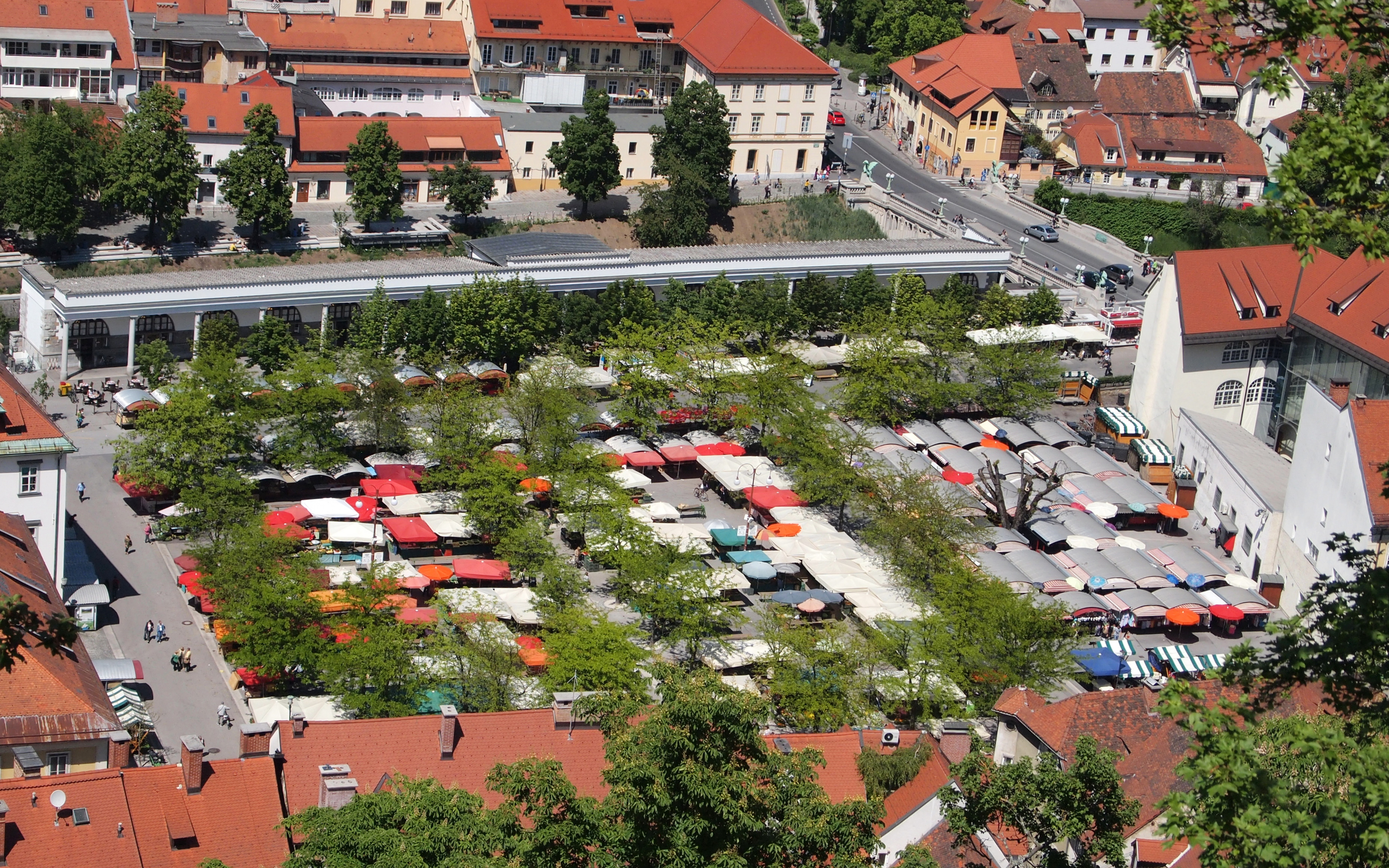
盧比安納中央市場

盧比安納中央市場是斯洛維尼亞首都的一座市場建築，設計者是约热·普莱奇尼克，修建於1931年至1939年，位於三重橋和龍橋之間。盧比安納中央市場也是斯洛維尼亞的國家文化紀念建築。

## 外部連結
- 维基共享资源上的相關多媒體資源：盧比安納中央市場

46°3′6″N 14°30′35″E / 46.05167°N 14.50972°E